# Regeringen Estrup
Regeringen Estrup var Danmarks regering mellan 11 juni 1875 och 7 augusti 1894.
Konseljpresident
- J.B.S. Estrup

Utrikesminister
- F.G.J. Moltke till 1 oktober 1875, därefter
- Otto Rosenørn-Lehn från 11 oktober 1875 till 21 maj 1892, därefter
- K.T.T.O Reedtz-Thott från 3 juni 1892

Finansminister
- J.B.S. Estrup

Inrikesminister
- E.V.R. Skeel till 29 augusti 1884, därefter
- S.H.S. Finsen till 7 augusti 1885, därefter
- H.P. Ingerslev till 15 januari 1894, därefter
- H.E. Hørring

Justitieminister
- J.M.V. Nellemann

Kyrko- och undervisningsminister
- J.C.H. Fischer till 24 augusti 1880, därefter
- J.F. Scavenius till 6 juli 1891, därefter
- A.H.F.C. Goos från 10 juli 1891

Krigsminister
- W. Haffner till 28 juli 1877, därefter
- J.C.F. Dreyer till 4 januari 1879, därefter
- W.F.L. Kauffmann till 1 april 1881, därefter
- N.F. Ravn till 12 september 1884, därefter
- J.J. Bahnson

Marinminister
- W. Haffner till 28 juli 1877, därefter
- J.C.F. Dreyer till 4 januari 1879, därefter
- N.F. Ravn